# Кара, Дьёрдь
Дьёрдь Кара (венг. Kara, Gyӧrgy 23 июня 1935, Будапешт — 16 апреля 2022, Блумингтон, Индиана) — венгерский монголист, тунгусо-маньчжурист и тюрколог. доктор философских наук.

## Биография
В 1958 окончил философский факультет Университета им. Лоранда Этвёша (Будапешт) по специальности «востоковедение». PhD, тема диссертации «Монгольский письменный источник на письменности соёмбо» (1961, Будапешт); канд. лингвистики (1967, Будапешт), тема диссертации «Песни и язык восточномонгольского барда»; доктор филол. наук (1975, Ленинград), тема диссертации «История монгольской письменности». Проф. (1978), акад. Венгерской АН (2001).
После окончания университета начал работать в нем в отделении Центральной Азии, в 1972–2000 годах возглавлял его. Читал лекции по алтаистике, монгольскому и тибетскому языкознанию, истории монгольской литературы, письменности и культуры. В 1968–1977 годах был генеральным секретарем Общества Чома де Кёрёши. С 1988 года параллельно работает в Индианском университете (Блумингтон), преподает маньчжурский, тунгусский, даурский и бурятский языки, историю монгольского языка и монголькой литературы, монгольскую филологию и алтаистику. С 1993 года профессор Института центральноазиатских исследований этого университета. Осенью 1982 года итал лекции в Университете Хоккайдо, Университете Осака и Токийском университете иностр. языков. Участник научных экспедиций в Монголию (1957, 1958, 1965, 1970, 1976, 1986, 1987) и Китай (Внутренняя Монголия, 1958, 1959, 1985).

## Работа в ИВР РАН
С ИВР РАН связан важный период его научной карьеры. В течение года (с осени 1967) был прикомандирован к институту в должности с. н. с. Сектора тюркологии и монголистики. Работал с монгольскими материалами из Рукописного фонда, и описание наиболее интересных памятников в дальнейшем вошло в его монографию «Книги монгольских кочевников. Семь веков монгольской письменности» (М., 1972). Его докторская диссертация основывается на этой монографии. Второй раз он работал в ИВР РАН в течение трех месяцев в 1979 и начал инвентаризацию новых поступлений в Монгольский фонд из Тибетского, одновременно консультируя сотрудника сектора А. Г. Сазыкина. Кара Д. занес первые 439 единиц хранения в инвентарную книгу, остальные более 3 тыс. были обработаны А. Г. Сазыкиным, который составил также трехтомный каталог всего собрания монгольских рукописей и ксилографов, а Кара Д. являлся его ответственным редактором.

## Вклад в науку
Важным достижением многолетней работы Кара. является объемный каталог собрания монгольских и маньчжурских рукописей и ксилографов Венгерской АН, который был опубликован в 2001. Он автор более 300 работ по монгольскому языку (история, диалекты, этимологии), литературе и фольклору. С 1972 в соавторстве с П. Циме подготовил серию публикаций уйгурских текстов из берлинской Турфанской коллекции.

## Награды
Лауреат премий (Чома де Кёрёши) и Александра Гумбольдта, награжден монгольскими орденами Полярной звезды  и Труда.

## Основные работы
- Книги монгольских кочевников. Семь веков монгольской письменности. М.: Наука, ГРВЛ, 1972;
- Chants d’un barde mongol. Bibliotheca Orientalis Hungarica. Vol. XII. Budapest: Akadémiai Kiadó, 1970;
- The Mongolian and Manchu Manuscripts and Blockprints of the Hungarian Academy of Sciences. Budapest: Akadémiai Kiadó, 2001; ISBN 9630576562
- Books of the Mongolian Nomads. More Than Eight Centuries of Writing Mongolian. Bloomington: Uralic and Altaic Series, Indiana University, 2005;
- Medieval Mongol Documents from Kharakhoto and Eastern Turkestan in St. Petersburg. Beijing: Minzu chubanshe, 2007.